# Allhelgonastormfloden 1436
Allhelgonastormfloden 1436 (tyska: Allerheiligenflut 1436) inträffade vid Nordsjökusten på alla helgons dag (1 november) 1436. Hela kusten längs Tyska bukten drabbades och ett flertal skyddsvallar förstördes.  
I det dåtida danska Nordfriesland förstördes exempelvis orten Eidum på ön Sylt. Ortens invånare flyttade och grundade Sylts nuvarande huvudort Westerland. Orten List på Sylt flyttades efter stormfloden längre västerut. Stormfloden gjorde bland annat att Pellworm skiljdes från Nordstrand. I nordfrisiska Tetenbüll (Tetenbøl) dog 180 människor i stormfloden.